# Farnarses de Astisata
Farnarses ou Farnerses de Astisata (em latim: Pharnarses ou Pharnerses; em armênio: Փառեն Աշտիշատցի; romaniz.: Pharen Aštišatsi) foi o católico da Igreja Apostólica Armênia de 348 a 352. Sucede seu parente Hesíquio I, o Parta após o seu assassinato e a recusa dos filhos do falecido em sucedê-lo. 

## Vida
Farnarses aparece na história armênia como um religioso do martírio de São Precursor, perto de Astisata, em Taraunitis. Parente do católico anterior, Hesíquio I, o Parta, sucedeu o último como católico após seu assassinato, sob as ordens do rei Tigranes VII, e a recusa de seus dois filhos para sucedê-lo. Como seus antecessores, foi consagrado em Cesareia da Capadócia. Fausto, o Bizantino relata que, ao contrário de Hesíquio, se absteve de provocar a ira do rei ao evitar criticá-lo. Isaque de Manzicerta sucede-o em 352.